# 53 Eskadra Towarzysząca
53 eskadra towarzysząca – pododdział lotnictwa Wojska Polskiego w II Rzeczypospolitej.
Zawiązki 53 eskadry towarzyszącej zorganizowano w 1932 na lotnisku Porubanek. W kampanii wrześniowej jednostka, jako eskadra obserwacyjna, walczyła w ramach Armii „Modlin”.
Godłem eskadry był herb Wilna – św. Krzysztof na tle białego równoramiennego krzyża.

## 53 eskadra towarzysząca w okresie pokoju
Jesienią 1932 kapitan pilot Stanisław Pawluć wraz z grupą oficerów i żołnierzy 5 pułku lotniczego z Lidy został oddelegowany na lotnisko Porubanek koło Wilna w celu utworzenia Lotniczego Oddziału Wydzielonego. Do końca roku udało się zorganizować zawiązki trzech plutonów. Oficjalnie 53 eskadra towarzysząca została sformowana na podstawie rozkazu Ministra Spraw Wojskowych L.dz. 2025/Tjn. Org. z 2 czerwca 1933.
W 1934 do eskadry zaczęły napływać załogi, brakujący personel naziemny oraz samoloty Lublin R-XIIIC. Zajęcia praktyczne załóg obejmowały: lądowania na przygodnych lądowiskach, podchwytywanie meldunków oraz ich pisanie w powietrzu i zrzucanie na placówki łączności, fotografowanie aparatem ręcznym, strzelanie z powietrza do celów naziemnych i rękawa „H”, bombardowanie „myszkami’', loty na rozpoznanie taktyczne.
Szkolenie teoretyczne przewidywało znajomość taktyki działań broni połączonych, nawigację, geografię lotniczą, rozpoznanie i określenie długości kolumn w marszu itp. W czasie manewrów letnich i zimowych poszczególne plutony były przydzielone do dywizji piechoty lub brygad kawalerii z zadaniem rozpoznania najbliższych tyłów nieprzyjaciela i pola walki, jak również współpraca z artylerią.
Latem 1934 eskadra otrzymała od prezydenta Wilna prawo używania herbu miasta jako godła eskadry. Uroczystość odbyła się na lotnisku Porubanek. Po mszy nastąpiło poświęcenie samolotów ze świeżo namalowanymi godłami. Uroczystość zakończono obiadem w kasynie oficerskim.
Wiosną 1935 eskadra otrzymała samoloty Lublin R-XIIID.
W końcu 1937 przeprowadzono reorganizację eskadr towarzyszących. W każdej zredukowano liczbę plutonów do dwóch. Personel rozwiązanego III/53 plutonu zasilił przede wszystkim organizującą się w Lidzie 59 eskadrę towarzyszącą.

## Działania 53 eskadry obserwacyjnej w 1939
Wiosną 1939 eskadra przezbroiła się w samoloty RWD-14 „Czapla”. Terenem ćwiczeń i zadań 53 eskadry był w zasadzie  północno-wschodni rejon Wileńszczyzny. W sierpniu 53 eskadra towarzysząca została przemianowana na 53 eskadrę obserwacyjną.

### Mobilizacja eskadry
24 sierpnia 1939 na macierzystym lotnisku Porubanek została przeprowadzona mobilizacja eskadry. O 21.40 eskadra osiągnęła gotowość bojową. Rzut powietrzny odleciał tego dnia na lotnisko alarmowe Biała Waka. Natomiast rzut kołowy załadował się 27 sierpnia na rampie kolejowej lotniska Porubanek, wyładowując się następnego dnia w południe na stacji  kolejowej Jabłonna. Stąd transportem kołowym dotarł do lotniska Sokołówek.
31 sierpnia  rzut powietrzny eskadry, z międzylądowaniem na lotnisku mokotowskim w celu uzupełnienia paliwa i pobrania rozkazów, dotarł do Sokołówka. Przyleciało 7 samolotów RWD-14 Czapla oraz 2 RWD-8. Eskadra została przydzielona do Armii Modlin.

### Działania eskadry w kampanii wrześniowej
1 września I/53 pluton  odleciał na lotnisko Konopaty Nowe do dyspozycji dowódcy Nowogródzkiej Brygady Kawalerii. Na rozpoznanie wyleciały załogi por. Krawcewicza, ppor. Ochalskiego i pchor. Redy. Stwierdzono, że główne uderzenie nieprzyjaciela wyszło na kierunku Mławy, zaś na obu skrzydłach armii trwały utarczki z małymi oddziałami. Przy lądowaniu  rozbiła się „Czapla" ppor. Ochalskiego.
2 września załogi I/53: por. Sawczyński z kpr. Fajksem, por. Waszkiewicz z kpr. Wojtkiewiczem i pchor. Alexandrowicz z ppor. Juchnowiczem, rozpoznawali na korzyść Nowogródzkiej Brygady Kawalerii. Na podstawie lotniczych meldunków wykonano nocny wypad w celu zażegnania niebezpiecznej sytuacji taktycznej. II pluton wykonał 5 zadań: rozpoznawano na korzyść 20 Dywizji Piechoty i Mazowieckiej Brygady Kawalerii, poleciano też na współpracę z artylerią. W związku z wejściem do działań 8 Dywizji Piechoty, do jej sztabu wysłano oficera łącznikowego 53 eskadry.
3 września do Sokołówka powróciły 3 załogi I/53 plutonu. W Konopatach pozostał por. Waszkiewicz i kpr. Wojtkiewicz, którzy tego dnia prowadzili rozpoznanie na korzyść  Nowogródzkiej BK. W tym czasie załogi startujące z lądowiska Sokołówek rozpoznawały pole bitwy na rzecz dowódców 8 DP i Mazowieckiej BK. W trakcie wykonywania zadania załoga: kpt. Kucharski i kpr. Bolcewicz została zaatakowana przez 3 Me-109, ale pilotowi udało się uciec w chmury.
Podczas nawiązywaniu współpracy z artylerią 20 DP, załogę zaatakował niemiecki myśliwiec. Kpt. Kucharski, pilotując z kabiny obserwatora, skierował w górę samolot w chmury i załoga wróciła bez szwanku na lotnisko. Od ognia oddziałów własnych został uszkodzony samolot por. Nowaka. W tym czasie, z uwagi na zagrożenie pancerne, personel eskadry zajął pozycje obronne na północ od lotniska wykonując na szosie Ciechanów–Płońsk zaporę przeciwczołgową.
4 września latano na rozpoznanie pola walki oraz próbowano nawiązać łączność ze sztabami 8 Dywizji Piechoty i Mazowieckiej Brygady Kawalerii. Po południu eskadra przegrupowała się na lądowisko Szpondowo. Przed odlotem spalono 1 „Czaplę" i RWD-8. Po dwóch godzinach pobytu w Szpunowie, samoloty odleciały na lotnisko poligonowe Zawady. Do Modlina został skierowany rzut kołowy eskadry.
Z lotniska Konopaty por. Waszkiewicz rozpoznawał na skrzydłach Nowogródzkiej BK. Po wykonaniu zadania, załoga odleciała na lądowisko Łąck. W trakcie wykonywania rozpoznania samolot został ostrzelany przez oddziały własne i lądował w przygodnym terenie. Uszkodzenia naprawiła czołówka techniczna. W tym też dniu II/53 pluton został oddany do dyspozycji dowódcy Grupy Operacyjnej „Wyszków”.
5 września nastąpiło przesunięcie eskadry na lotnisko Poniatówek. W czasie odlotu jeden samolot został uszkodzony ogniem własnych oddziałów. Załogi kpt. Sawczyńskiego z kpr. Fajgsem i pchor. Redy z kpr. Załuckim rozpoznawały rejon Pułtuska i Różana. Por. obs. Stanisław Waszkiewicz udał się samochodem do dowództwa lotnictwa Armii „Modlin” stacjonującego w Jabłonnie po przydział materiałów pędnych.
6 września por. obs. Krawcewicz z sierż. pil. Kawińskim wykonali lot łącznościowy do Pniewa, do kwatery dowódcy GO „Wyszków”, a rzut powietrzny II/53 plutonu odleciał na lądowisko Brok. Na skutek wycofywania się oddziałów lądowych, rzut kołowy II/53 plutonu przesunął się do Jadowa. Podczas lądowania w Bornikach i Zielonce uszkodzono oba samoloty. W Jabłonnie por. Waszkiewicz otrzymał rozkaz dołączenia do eskadry, a z powodu braku paliwa, spalenia samolotu.  Po przyjeździe do Łącka, znaleziono jednak benzynę i załoga mogła odlecieć do Zielonki.
7 września rzut powietrzny I/53 plutonu odleciał do Zielonki. Załoga pchor. Redy rozpoznawała rejon Pułtusk–Ciechanów. Realizując rozkaz dowódcy lotnictwa, por. Waszkiewicz pojechał z 2 pilotami do Lublina po odbiór samolotów na uzupełnienie. Samolotów w Lublinie nie było. Startując z Jadowa, załogi II/53 wykonały loty rozpoznawcze na korzyść 1 Dywizji Piechoty. Wykryto między innymi budowę mostu pontonowego pod Pułtuskiem.
8 września wykonano 2 loty rozpoznawcze i 1 lot pocztowy. Załoga pchor. obs. Reda i kpt. pil. Kierzkowski na rozpoznanie przeprawy w rejonie Wyszkowa startowała podczas nalotu Luftwaffe.
W trakcie wykonywania zadania w rejonie Nur-Tłuszcz załoga: por. obs. Kazimierz Nowak oraz kpr. pil. Jan Gryc została zestrzelona przez niemieckiego Dorniera. Pilot zginął, a ciężko ranny obserwator zmarł w szpitalu.
9 września kpt. Sawczyński i kpr. Fajgs rozpoznawali sytuację w rejonie Wołomin–Tłuszcz–Stoczek Węgrowski–Kosów–Nur–Zambrów–Ostrów Mazowiecka–Wyszków. Stwierdzono przekroczenie przez oddziały niemieckie Bugu w okolicach Broka.
10 września nastąpił przelot rzutu powietrznego na lotnisko Stara Wieś k. Węgrowa. W tym dniu stan samolotów eskadry wynosił 2 „Czaple” i 1 RWD-8. Rzut kołowy przesuwał się zatarasowanymi drogami w ciągłym zagrożeniu z powietrza. Załoga pchor. Redy wyszukiwała kolumny pancernej w rejonie Kałuszyn–Węgrów.
11 września jednostka rozpoczęła ewakuację na lotnisko w okolicach Brześcia. W czasie przelotu RWD-8 został zaatakowany przez samolot niemiecki. Lecący w RWD-8 lotnicy ppor. Stanisław Hudowicz oraz ppor. pil. Oskar Sobol ponieśli śmierć. W tym dniu kpt. Kucharski z sierż. Kawińskim rozpoznawali kierunki Mińsk Mazowiecki–Wyszków, Kałuszyn–Węgrów–Brok, Siedlce–Nur.
12 września nastąpił przelot na lądowisko Górka Połonka. W tym czasie rzut kołowy eskadry maszerował przez Brześć i Kowel do Łucka.
13 września otrzymano rozkaz reorganizacji eskadry nakazujący pozostawienie w swoim składzie załogi i obsługę do 3 samolotów. Nadwyżkę personelu należało skierować do Kut do dyspozycji dowódcy lotnictwa gen. Władysława Kalkusa, a nadwyżkę materiałową do Łucka, do dyspozycji komendanta Szkoły Podoficerów Lotnictwa dla Małoletnich. Dowódca I/53 plutonu kpt. Stanisław Sawczyński miał objąć dowództwo 41 eskadry rozpoznawczej.
14 września nadwyżki personelu latającego, technicznego i sprzętu pod dowództwem kpt. Kucharskiego przegrupowały się do Kulczy do dyspozycji ppłk. Zaleskiego. Pozostała część personelu eskadry pod dowództwem kpt. Kierzkowskiego w składzie 5 oficerów, 12 podoficerów i 28 szeregowców z 2 samolotami „Czapla” pozostała w rejonie Łucka, oczekując na dalsze rozkazy.
15 września oba rzuty przeszły do wsi Płoska. Mimo braku rozkazów, kpt. Kierzkowski prowadzi rozpoznanie na korzyść dowódcy obrony Łucka gen. bryg. Piotra Skuratowicza. Pchor. Reda z kpr. Załuckim poszukiwali własnej kawalerii w lasach na zachód od Łucka.
16 września  kpt. Sawczyński i kpr. Fajgs rozpoznawali w rejonie Sarn. W tym dniu nastąpiło przesunięcie eskadry na lądowisko Stasin. Tam obie załogi weszły w skład formowanego przez mjr pil. Tadeusza Wójcickiego dywizjonu rozpoznawczego.
17 września po południu dowódca eskadry zdecydował przesunąć jednostkę w rejon Kut. Załoga pchor. obs. Reda i kpr. pil. Załucki odleciała w rejon Brody–Stanisławów, gdzie czekała na dalsze rozkazy, a kpt. obs. Sawczyński z kpr. pil. Fajgsem polecieli do Kwatery Naczelnego Wodza w Stanisławowie.

Oto relacja kpt. Sawczyńskiego:

17 września około godz. 12.00 otrzymuję rozkaz lotu do Nacz. Dowództwa w Stanisławowie z zapytaniem od gen. Skuratowicza jak zachować się wobec naruszenia granicy przez wojska sowieckie. O godz. 13.00 ląduję w Stanisławowie, melduję się u ppłk pil. Tuskiewicza. Dowiaduję się, że Naczelny Wódz jest w Kołomyi. Zapytuję czy w Kołomyi jest lądowisko – nie ma, wobec tego otrzymuję samochód. Około godz. 15.00 melduję się w Nacz. Dowództwie. Otrzymuję rozkaz ewakuacji do Rumunii od Szefa Sztabu gen. Stachiewicza o godz. 16.00. Wracam do Stanisławowa i o godz. 17.40 startuję przylatując w rejon Dubna o godz. 18.40. Noc. Krążę nad lotniskiem, strzelam rakiety, jednak ogni nie zapalają. Na południowym skraju Dubna widzimy ognie rozpalone do lądowania. Jednak po dwóch podejściach pilot uznał lądowanie za niemożliwe ze względu na krótki wybieg i bliskość zabudowań. Ognie te rozpalił plutonowy 6 pułku lotniczego wraz z kilku szeregowymi tegoż pułku. O godz. 18.50 z braku paliwa silnik przerywa. Pilot nabiera wysokości około 400 metrów – decydujemy się opuścić samolot skacząc ze spadochronem. Ląduję przy drodze Dubno–Semiduby na północnym skraju wsi. Pilot wylądował przy szosie krzemienieckiej, o czym dowiedziałem się nieco później, spotkawszy go na skrzyżowaniu dróg w Dubnie.

Ostatecznie kpt. Sawczyński i kpr. Fajgs dołączyli do personelu Bazy Lotniczej Dęblin i 18 września przekroczyli granicę polsko-rumuńską. Rzut kołowy eskadry pod dowództwem kpt. Kierzkowskiego dotarł do Stanisławowa. Wobec odcięcia granicy rumuńskiej przez oddziały Armii Czerwonej, transport skierował się ku granicy polsko-węgierskiej, którą przekroczył 20 września. Na granicy dołączyli do eskadry pchor. Reda i kpr. Załuck. Lotnicy, zagrożeni działaniami ukraińskich dywersantów, spalili swoją „Czaplę”.
| Działania eskadry | Działania eskadry                                  | Działania eskadry                                  | Działania eskadry                                  |
| ----------------- | -------------------------------------------------- | -------------------------------------------------- | -------------------------------------------------- |
|                   | Loty bojowe                                        | w tym łącznikowe                                   | Zestrzelenia                                       |
| 42                | około 4                                            | 0                                                  |                                                    |
| Straty eskadry    |                                                    |                                                    |                                                    |
| Polegli           | por. Nowak, ppor. Hudowicz, ppor. Sobol, kpr. Gryc | por. Nowak, ppor. Hudowicz, ppor. Sobol, kpr. Gryc | por. Nowak, ppor. Hudowicz, ppor. Sobol, kpr. Gryc |
| Samoloty          |                                                    |                                                    |                                                    |
| Stan              | Uzupełnienie                                       | Zniszczone                                         | Ewakuacja                                          |
| 7 RWD-14 Czapla   | 0                                                  | 7                                                  | 0                                                  |

## Personel eskadry

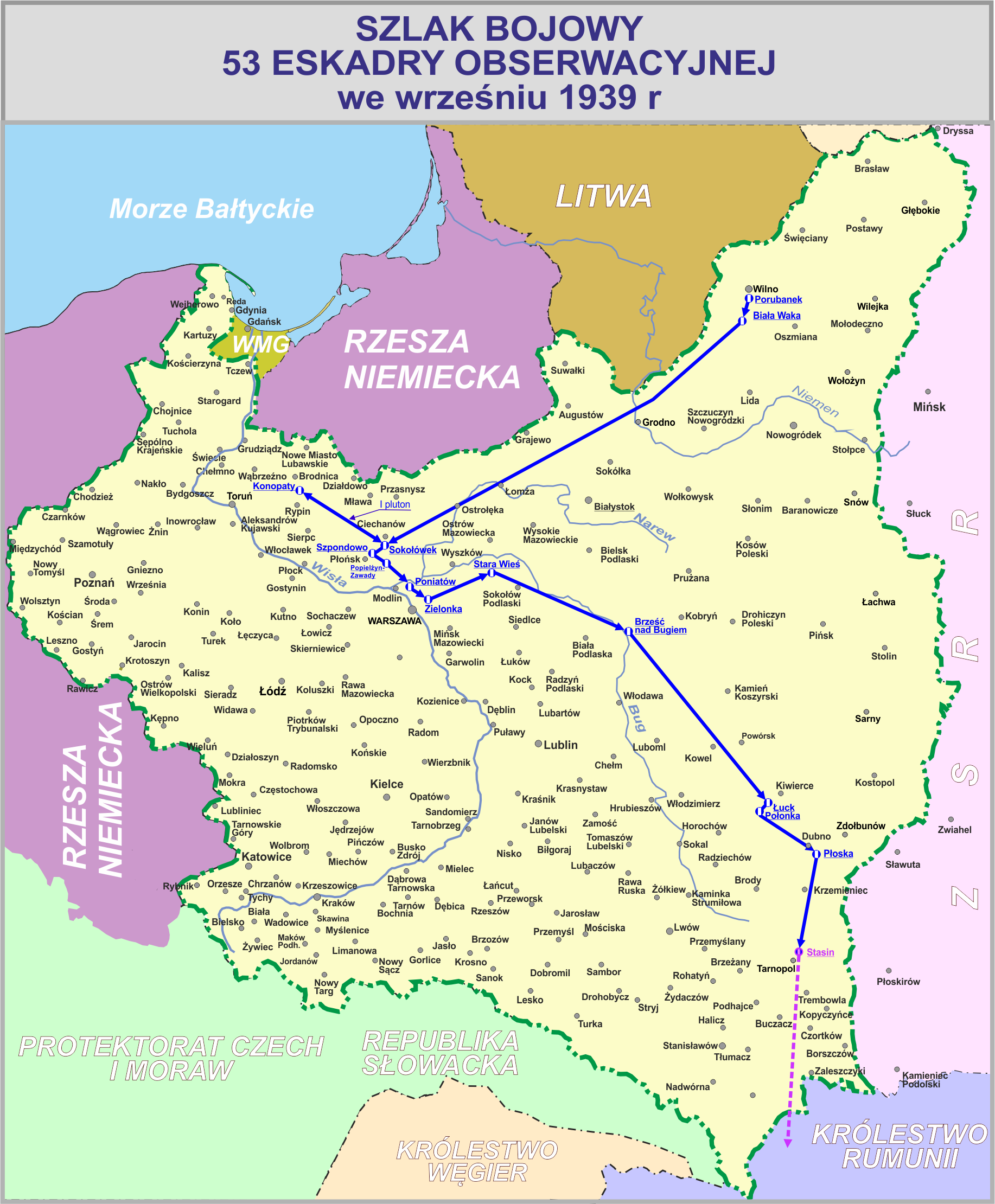

| Stopień       | Imię i nazwisko    | Okres                   |
| ------------- | ------------------ | ----------------------- |
| kapitan pilot | Stanisław Pawluć   | 1932 – IV 1935          |
| kapitan pilot | Ignacy Skorobohaty | IV 1935 – 1935          |
| kapitan pilot | Janusz Kurnatowski | 1935 – X 1936           |
| kapitan pilot | Jerzy Patek        | X 1936 – 12 XI 1937     |
| kapitan pilot | Józef Kierzkowski  | 12 XI 1937 – 20 IX 1939 |

| Stanowisko    | Stopień, imię i nazwisko    | Przydział we wrześniu 1939 |
| ------------- | --------------------------- | -------------------------- |
| dowódca       | kpt. Józef Kieszkowski      | dowódca eskadry            |
| dowódca I/53  | kpt. Stanisław Sawczyński   | dowódca I plutonu          |
| dowódca II/53 | kpt. Marian I Kucharski     | dowódca II plutonu         |
| obserwator    | por. Stanisław Waszkiewicz  | obserwator I plutonu       |
| obserwator    | por. Aleksander Wąsala      |                            |
| obserwator    | por. Aleksander Krawcewicz  | obserwator II plutonu      |
| obserwator    | por. Kazimierz Marian Nowak | obserwator I plutonu       |
| obserwator    | por. Stanisław Rewkowski    |                            |
| obserwator    | por. Stanisław Pawłowicz    | obserwator II plutonu      |

| Stanowisko        | Stopień, imię i nazwisko             | Stopień, imię i nazwisko             |
| ----------------- | ------------------------------------ | ------------------------------------ |
| dowódca eskadry   | Józef Kierzkowski                    | Józef Kierzkowski                    |
| lekarz eskadry    | kpt. lek. Adam Konieczny             | kpt. lek. Adam Konieczny             |
| oficer techniczny | ppor. pil. rez. Władysław Juchnowicz | ppor. pil. rez. Władysław Juchnowicz |
| szef eskadry      | sierż. Antoni Gisler                 | sierż. Antoni Gisler                 |
|                   | I pluton                             | II pluton                            |
| dowódcy plutonu   | kpt. obs. Stanisław Safczyński       | kpt. obs. Marian Kucharski           |
| obserwatorzy      | por. Kazimierz Nowak                 | por. Aleksander Krawcewicz           |
| obserwatorzy      | por. Stanisław Waszkiewicz           | por. Stanisław Pawłowicz             |
| obserwatorzy      | ppor. rez. Stanisław Hudowicz        | ppor. Jan Ochalski                   |
| obserwatorzy      | ppor. rez. Jan Niemiec               | ppor. Wacław Reda                    |
| obserwatorzy      | pchor. Henryk Alexandrowicz          |                                      |
| piloci            | ppor. rez. Władysław Juchnowicz      | ppor. rez. Jerzy Tarwid              |
| piloci            | ppor. rez. Oskar Sobol               | sierż. Jerzy Kawiński                |
| piloci            | plut. Wincenty Fajs                  | kpr. Edward Karaś                    |
| piloci            | kpr. Jan Gryc                        | kpr. Tadeusz Pruchnicki              |
| piloci            | kpr. Henryk Wojtkiewicz              | kpr. Wiktor Załucki                  |
| szef mechaników   | st. majster wojsk. Stanisław Gwary   | majster wojsk. Bronisław Jankowski   |

## Wypadki lotnicze
- 7 marca 1933 roku podczas startu samolotu Potez XXV z lotniska Porubanek zginął porucznik obserwator Czesław Szczygielski, a porucznik pilot Wacław Malinowski został ranny[3].

## Samoloty eskadry
Jesienią 1932 ekipa lotników formujących eskadrę posiadała do dyspozycji jeden samolot Potez XXVII. We wstępnym okresie dysponowała też samolotami Potez XXV. Potem sukcesywnie dozbrajano eskadrę w samoloty Lublin R.XIIIC. Na przełomie 1935 i 1936 roku jednostka otrzymała nowe samoloty Lublin R-XIIID.
We wrześniu 1939 na uzbrojeniu eskadry znajdowało się 7 samolotów RWD-14 Czapla.

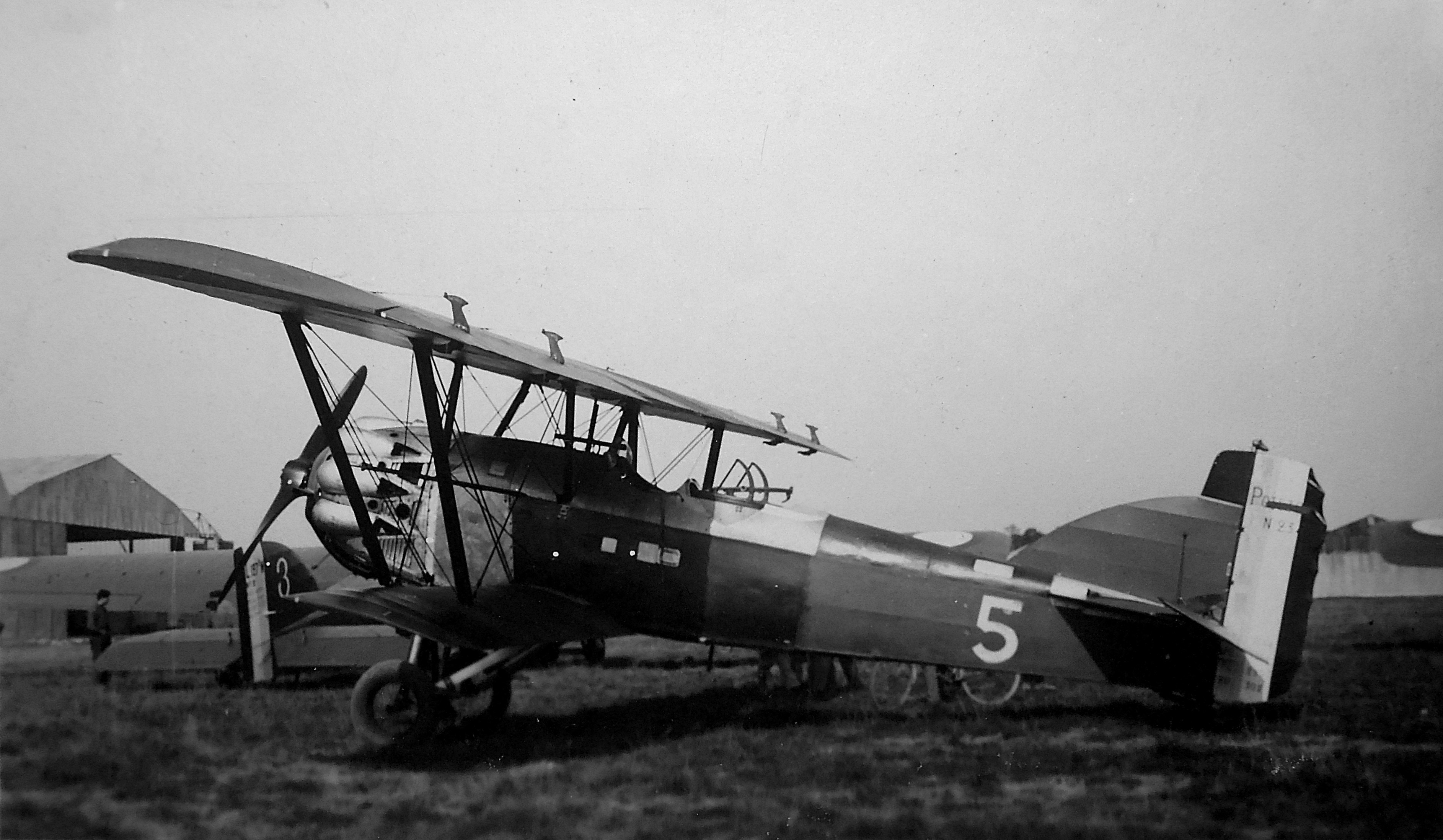
Potez XXV (1933–1935)
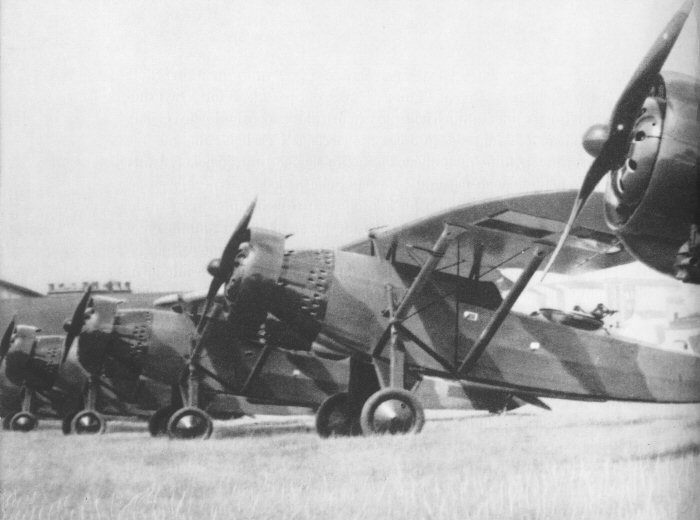
Lublin R.XIII (1935–1939)
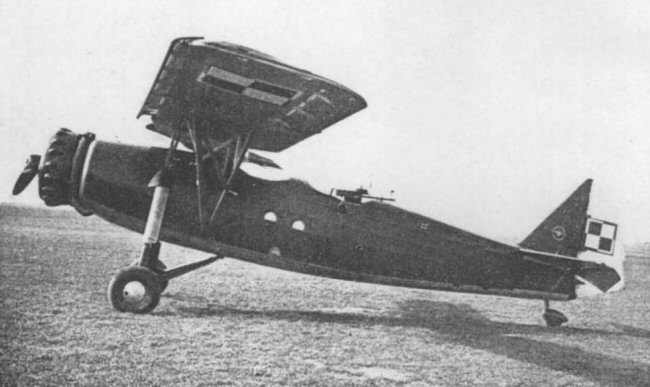
RWD-14 Czapla (1939)
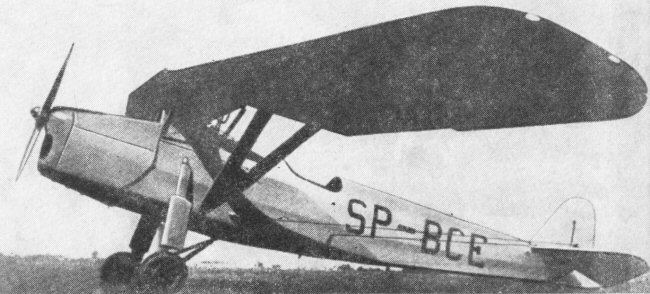
RWD-8 (łącznikowy)